# Codex Wallerstein
Codex Wallerstein eller Vonn Baumanns Fechtbuch (Oettingen-Wallerstein Cod. I.6.4o.2, Universität Augsburg) er en samling på tre afskrifter fra 1500-tallet af 1400-tals fechtbuch-manuskripter på sammenlagt 221 sider.
I manuskriptet står 1549. Vom baumanns 108, hvilket indikerer, at det har tilhørt en Michael Baumann, som var købmand (ifølge skatteoversigterne i Augsburg) mellem 1471 og 1495. Manuskriptet kom i Paulus Hector Mair besiddelse i 1556.
Efter Mairs henrettelse i 1579 er manuskriptet muligvis gået videre til Marcus Fuggers bibliotek, som blev solgt af hans barnebarn i 1653 til Oettingen-Wallersteinsche Bibliothek.

## Indhold
Første del (A) viser fægteteknikker med langsværd, daggert og messer. Anden del (B) er indsat i to dele, hvoraf den første ligger i del A og omhandler brydningsteknikker. Del A og B er skrevet omkring 1470; papiret er fra 1464/5 baseret på vandmærket.
Del A er nok en en af de kilder, som Albrecht Dürers fægtebog fra 1512 bygger på.
Tredje del (C) er ældre end de to første og er fra første halvdel af 1400-tallet. Papiret er fra 1420 baseret på vandmærket. Denne del omhandler langsværd, kamp i rustning, stechschild og brydning.
Den sidste side, fol. 109r, indeholder et register håndskrevet af Paulus Hector Mair (foll. 109v og 100 er tomme).

### Del A
- 3r-14v, 21r, 21v langsværdsteknikker
- 22r-28v daggert
- 29r-32v messer

### Del B
- 15r-20v, 33r-74r Ringen (brydning)
- 74v beskrivelse af et våbnet røveri (med instruktioner om at røve en bonde, ved at stikke hul på en hudflap på halsen så det bløder for at skræmme bonden)
- [fol. 75 tom]

### Del C
- 1r, en tegning af en mand med forskellige våben, der stadig bruges som titelbladet og med Paulus Hectors navn
- 1v-2r, en dobbeltsideillustration der viser af en fægtearena med tilskuere
- 76r-80v, 101r-102v langsværd
- 81r-91v, [fol. 92 empty] 93r-95v, 103r-108r kamp i rustning
- 96r-96v, 98v juridisk kamp, Swabisk lov (med sværd)
- 97r-98r juridisk kamp, Frankisk lov (med køller)
- 98v-100v byrdning (fol. 98v kombinerer illustration af brydning med juridisk kamp)
- 108v, illustration af bryllupsceremoni.[6]